# Paomo
Le paomo (chinois : 羊肉泡馍 ; pinyin : yángròu pàomo, soit « paomo de mouton ») est une soupe typique de la cuisine du Shaanxi, et notamment de Xi'an. La base en est une soupe qu'on verse sur du pain coupé en morceaux, ainsi que différents légumes et épices et de la viande de mouton (parfois de bœuf). La soupe est servie avec une coupelle contenant de l'ail saumuré et une pâte de piment qu'on peut ainsi doser à sa convenance. Des vermicelles y sont parfois ajoutés.
Ce plat est typique de la cuisine hui (peuple de tradition musulmane) et est donc hallal. Il existe également une variante aux tripes de porc et aux légumes appelée hulu tou (zh) (litt. « tête de calebasse ») ou hulu tou paomo (葫芦头泡馍).
Il existe des plats proches à ne pas confondre, appelés « mouton dans une bassine » (水盆羊肉) et « paomo légèrement sauté » (小炒泡馍).